# Élections législatives de 2017 dans les Alpes-de-Haute-Provence
Les élections législatives françaises de 2017 se déroulent les 11 et 18 juin 2017. Dans le département des Alpes-de-Haute-Provence, deux députés sont à élire dans le cadre de deux circonscriptions.

## Élus
| Circonscription                                 | Député sortant      | Parti | Parti | Député élu ou réélu | Parti | Parti |
| ----------------------------------------------- | ------------------- | ----- | ----- | ------------------- | ----- | ----- |
| 1re                                             | Gilbert Sauvan*     |       | PS    | Delphine Bagarry    |       | LREM  |
| 2e                                              | Christophe Castaner |       | PS    | Christophe Castaner |       | LREM  |
| * député sortant ne se représentant pas en 2017 |                     |       |       |                     |       |       |

## Rappel des résultats départementaux des élections de 2012
| Parti          | Parti                             | Premier tour | Premier tour | Second tour | Second tour | Sièges |
| Parti          | Parti                             | Voix         | %            | Voix        | %           | Sièges |
| -------------- | --------------------------------- | ------------ | ------------ | ----------- | ----------- | ------ |
|                | Parti socialiste                  | 26 158       | 34,43        | 41 196      | 56,25       | 2      |
|                | Les Verts                         | 4 716        | 6,21         |             |             | 0      |
|                | Divers gauche dont MDC            | 279          | 0,37         | 0           |             |        |
|                | Majorité présidentielle           | 31 153       | 41,00        | 41 196      | 56,25       | 2      |
|                |                                   |              |              |             |             |        |
|                | Union pour un mouvement populaire | 20 353       | 26,79        | 32 041      | 43,75       | 0      |
|                | Divers droite dont DLR et PCD     | 1 502        | 1,98         |             |             | 0      |
|                | Nouveau centre                    | 497          | 0,65         | 0           |             |        |
|                | Alliance centriste                | 220          | 0,29         | 0           |             |        |
|                | Droite parlementaire              | 22 572       | 29,71        | 32 041      | 43,75       | 0      |
|                |                                   |              |              |             |             |        |
|                | Front national                    | 12 075       | 15,89        |             |             | 0      |
|                | Front de gauche                   | 7 289        | 9,59         | 0           |             |        |
|                | Mouvement démocrate               | 1 189        | 1,56         | 0           |             |        |
|                | Divers écologiste dont AÉI        | 1 020        | 1,34         | 0           |             |        |
|                | Extrême gauche dont LO et NPA     | 682          | 0,90         | 0           |             |        |
|                |                                   |              |              |             |             |        |
| Inscrits       | Inscrits                          | 123 909      | 100,00       | 123 912     | 100,00      | 2      |
| Abstentions    | Abstentions                       | 46 607       | 37,61        | 47 501      | 38,33       |        |
| Votants        | Votants                           | 77 302       | 62,39        | 76 411      | 61,67       |        |
| Blancs et nuls | Blancs et nuls                    | 1 322        | 1,71         | 3 174       | 4,15        |        |
| Exprimés       | Exprimés                          | 75 980       | 98,29        | 73 237      | 95,85       |        |

## Résultats de l'élection présidentielle de 2017 par circonscription
| Circonscription | 1er tour | 1er tour | 1er tour | 1er tour  |         | 2d tour | 2d tour |
| Circonscription | Macron   | Le Pen   | Fillon   | Mélenchon | Macron  | Le Pen  |         |
| --------------- | -------- | -------- | -------- | --------- | ------- | ------- | ------- |
| Circonscription |          |          |          |           |         |         |         |
| 1re             | 19,66 %  | 26,34 %  | 17,16 %  | 22,07 %   | 56,54 % | 43,46 % |         |
| 2e              | 20,35 %  | 22,81 %  | 19,77 %  | 22,93 %   | 60,29 % | 39,71 % |         |

## Résultats

### Résultats à l'échelle du département
|                                                             |                                      |                           |                           |                          |                          |        |
|                                                             |                                      | Premier tour 11 juin 2017 | Premier tour 11 juin 2017 | Second tour 18 juin 2017 | Second tour 18 juin 2017 |        |
|                                                             |                                      |                           |                           |                          |                          |        |
|                                                             |                                      | Nombre                    | % des inscrits            | Nombre                   | % des inscrits           |        |
| Inscrits                                                    | Inscrits                             | 126 469                   | 100,00                    | 126 455                  | 100,00                   |        |
| Abstentions                                                 | Abstentions                          | 59 636                    | 47,15                     | 68 533                   | 54,20                    |        |
| Votants                                                     | Votants                              | 66 833                    | 52,85                     | 57 922                   | 45,80                    |        |
|                                                             |                                      |                           | % des votants             |                          | % des votants            |        |
| Bulletins blancs                                            | Bulletins blancs                     | 1 199                     | 1,79                      | 4 603                    | 3,64                     |        |
| Bulletins nuls                                              | Bulletins nuls                       | 581                       | 0,87                      | 2 121                    | 1,68                     |        |
| Suffrages exprimés                                          | Suffrages exprimés                   | 65 053                    | 97,34                     | 51 198                   | 88,39                    |        |
|                                                             |                                      |                           |                           |                          |                          |        |
| Étiquette politique                                         | Étiquette politique                  | Voix                      | % des exprimés            | Voix                     | % des exprimés           | Sièges |
|                                                             |                                      |                           |                           |                          |                          |        |
|                                                             | La République en marche              | 25 597                    | 39,35                     | 32 021                   | 62,54                    | 2      |
|                                                             | La France insoumise                  | 10 358                    | 15,92                     | 10 244                   | 20,01                    | 0      |
|                                                             | Front national                       | 10 113                    | 15,55                     | 8 933                    | 17,45                    | 0      |
|                                                             | Divers droite                        | 5 086                     | 7,82                      |                          |                          |        |
|                                                             | Écologiste                           | 2 808                     | 4,32                      |                          |                          |        |
|                                                             | Parti communiste français            | 2 457                     | 3,78                      |                          |                          |        |
|                                                             | Union des démocrates et indépendants | 2 295                     | 3,53                      |                          |                          |        |
|                                                             | Debout la France                     | 1 833                     | 2,82                      |                          |                          |        |
|                                                             | Les Républicains                     | 1 565                     | 2,41                      |                          |                          |        |
|                                                             | Divers                               | 1 347                     | 2,07                      |                          |                          |        |
|                                                             | Parti radical de gauche              | 861                       | 1,32                      |                          |                          |        |
|                                                             | Nouvelle Donne                       | 378                       | 0,58                      |                          |                          |        |
|                                                             | Extrême gauche                       | 355                       | 0,55                      |                          |                          |        |
| Source : Ministère de l'Intérieur - Alpes-de-Haute-Provence |                                      |                           |                           |                          |                          |        |

### Résultats par circonscription

#### Première circonscription
Député sortant : Gilbert Sauvan (Parti socialiste).
|                                                                                          |                                                                 |                           |                           |                          |                          |
|                                                                                          |                                                                 | Premier tour 11 juin 2017 | Premier tour 11 juin 2017 | Second tour 18 juin 2017 | Second tour 18 juin 2017 |
|                                                                                          |                                                                 |                           |                           |                          |                          |
|                                                                                          |                                                                 | Nombre                    | % des inscrits            | Nombre                   | % des inscrits           |
| Inscrits                                                                                 | Inscrits                                                        | 61 143                    | 100,00                    | 61 140                   | 100,00                   |
| Abstentions                                                                              | Abstentions                                                     | 29 038                    | 47,49                     | 33 105                   | 54,15                    |
| Votants                                                                                  | Votants                                                         | 32 105                    | 52,51                     | 28 035                   | 45,85                    |
|                                                                                          |                                                                 |                           | % des votants             |                          | % des votants            |
| Bulletins blancs                                                                         | Bulletins blancs                                                | 698                       | 2,17                      | 2 506                    | 8,94                     |
| Bulletins nuls                                                                           | Bulletins nuls                                                  | 315                       | 0,98                      | 987                      | 3,52                     |
| Suffrages exprimés                                                                       | Suffrages exprimés                                              | 31 092                    | 96,84                     | 24 542                   | 87,54                    |
|                                                                                          |                                                                 |                           |                           |                          |                          |
| Candidat Étiquette politique (partis et alliances)                                       | Candidat Étiquette politique (partis et alliances)              | Voix                      | % des exprimés            | Voix                     | % des exprimés           |
|                                                                                          |                                                                 |                           |                           |                          |                          |
|                                                                                          | Delphine Bagarry La République en marche                        | 10 640                    | 34,22                     | 15 609                   | 63,60                    |
|                                                                                          | Odile Brun Front national                                       | 5 502                     | 17,70                     | 8 933                    | 36,40                    |
|                                                                                          | Emmanuelle Gaziello La France insoumise                         | 4 736                     | 15,23                     |                          |                          |
|                                                                                          | Brigitte Beaumeyer Union des démocrates et indépendants         | 2 295                     | 7,38                      |                          |                          |
|                                                                                          | Colette Charriau Europe Écologie Les Verts                      | 1 621                     | 5,21                      |                          |                          |
|                                                                                          | Gérard Esmiol Parti communiste français                         | 1 580                     | 5,08                      |                          |                          |
|                                                                                          | Marie-Anne Baudoui-Maurel Debout la France                      | 1 299                     | 4,18                      |                          |                          |
|                                                                                          | Bruno Bourjac Divers droite                                     | 1 225                     | 3,94                      |                          |                          |
|                                                                                          | Florence Viti-Bertin Parti radical de gauche                    | 861                       | 2,77                      |                          |                          |
|                                                                                          | Bruno Potie Divers                                              | 568                       | 1,83                      |                          |                          |
|                                                                                          | Jonathan Barbarin Écologiste (Alliance écologiste indépendante) | 401                       | 1,29                      |                          |                          |
|                                                                                          | Claire Bouvier Union populaire républicaine                     | 227                       | 0,73                      |                          |                          |
|                                                                                          | Catherine Zaparty Lutte ouvrière                                | 137                       | 0,44                      |                          |                          |
| Source : Ministère de l'Intérieur - Première circonscription des Alpes-de-Haute-Provence |                                                                 |                           |                           |                          |                          |

#### Deuxième circonscription
Député sortant : Christophe Castaner (Parti socialiste).
|                                                                                          |                                                              |                           |                           |                          |                          |
|                                                                                          |                                                              | Premier tour 11 juin 2017 | Premier tour 11 juin 2017 | Second tour 18 juin 2017 | Second tour 18 juin 2017 |
|                                                                                          |                                                              |                           |                           |                          |                          |
|                                                                                          |                                                              | Nombre                    | % des inscrits            | Nombre                   | % des inscrits           |
| Inscrits                                                                                 | Inscrits                                                     | 65 326                    | 100,00                    | 65 315                   | 100,00                   |
| Abstentions                                                                              | Abstentions                                                  | 30 599                    | 46,84                     | 35 428                   | 54,24                    |
| Votants                                                                                  | Votants                                                      | 34 727                    | 53,16                     | 29 887                   | 45,76                    |
|                                                                                          |                                                              |                           | % des votants             |                          | % des votants            |
| Bulletins blancs                                                                         | Bulletins blancs                                             | 525                       | 1,51                      | 2 097                    | 7,02                     |
| Bulletins nuls                                                                           | Bulletins nuls                                               | 241                       | 0,69                      | 1 134                    | 3,79                     |
| Suffrages exprimés                                                                       | Suffrages exprimés                                           | 33 961                    | 97,79                     | 26 656                   | 89,19                    |
|                                                                                          |                                                              |                           |                           |                          |                          |
| Candidat Étiquette politique (partis et alliances)                                       | Candidat Étiquette politique (partis et alliances)           | Voix                      | % des exprimés            | Voix                     | % des exprimés           |
|                                                                                          |                                                              |                           |                           |                          |                          |
|                                                                                          | Christophe Castaner (député sortant) La République en marche | 14 957                    | 44,04                     | 16 412                   | 61,57                    |
|                                                                                          | Léo Walter La France insoumise                               | 5 622                     | 16,55                     | 10 244                   | 38,43                    |
|                                                                                          | Christian Girard Front national                              | 4 611                     | 13,58                     |                          |                          |
|                                                                                          | Jean-Claude Castel Les Républicains                          | 3 861                     | 11,37                     |                          |                          |
|                                                                                          | Sébastien Ginet Les Républicains                             | 1 565                     | 4,61                      |                          |                          |
|                                                                                          | Isabelle Thibault Parti communiste français                  | 877                       | 2,58                      |                          |                          |
|                                                                                          | Claudine Razeau Mouvement hommes animaux nature              | 786                       | 2,31                      |                          |                          |
|                                                                                          | Noël Chuisano Debout la France                               | 534                       | 1,57                      |                          |                          |
|                                                                                          | Christine Cypriani-Mouton Nouvelle Donne                     | 378                       | 1,11                      |                          |                          |
|                                                                                          | Nathalie Hue-Courtin Parti animaliste                        | 316                       | 0,93                      |                          |                          |
|                                                                                          | Christophe Bravard Union populaire républicaine              | 236                       | 0,69                      |                          |                          |
|                                                                                          | Henri Cyvoct Lutte ouvrière                                  | 218                       | 0,64                      |                          |                          |
| Source : Ministère de l'Intérieur - Deuxième circonscription des Alpes-de-Haute-Provence |                                                              |                           |                           |                          |                          |